# Cuerpo Eclesiástico de la Armada
El Cuerpo Eclesiástico fue uno de los Cuerpos Patentados de la Armada española hasta su extinción en el año 1989, fecha en que se integró en el nuevo Servicio de Asistencia Religiosa en las Fuerzas Armadas.

## Historia
Es difícil precisar el momento en el que aparecen los primeros capellanes en los Ejércitos. Su origen en los campos de batalla se remonta al tiempo en que los reyes llevaban a sus capellanes a la batalla con el fin de confortar a los soldados ante una posible muerte. No obstante, se puede decir que durante el reinado de los Reyes Católicos se tiene constancia de la presencia de sacerdotes como capellanes en buques de la Marina desde la época del Descubrimiento de América, ya que este acontecimiento despertó mucho interés por parte de sacerdotes que con frecuencia embarcaban para misionar el en Nuevo Continente. Es en la Marina donde nace una jurisdicción especifica para las fuerzas navales, por su necesidad de contar con asistencia espiritual lejos de las costas peninsulares.
El primer documento en que se habla de un Cuerpo de capellanes es una Real Orden de 25 de febrero de 1784, donde se dispone que haya un Cuerpo de capellanes para el servicio de la Armada. 
En el Estado General de la Armada de 1786 figura un “Estado Eclesiástico”. Aparecen en él un vicario general de la Real Armada y un secretario del vicario general. Además de un teniente de vicario general en Cádiz, tres curas párrocos castrenses y treinta y nueve capellanes de la Armada; en Ferrol, un teniente de vicario y sesenta y un capellanes de número, y en Cartagena, un teniente de vicario y veintiocho capellanes de número.
En las “Ordenanzas Generales de la Armada Naval” de Carlos III, del año 1793, el título IV está dedicado a los capellanes. “Para el servicio de baxeles, Iglesia Castrense, Arsenales y hospitales de mi armada habrá un Cuerpo de Capellanes “
Por Real Orden de 31 de agosto de 1825 se suprime el Cuerpo de Capellanes de la Armada. En ella se dice que “no habrá cuerpo de ellos y los que en lo sucesivo sean necesarios para embarcarlos se pedirán al Vicario Castrense, quien los nombrará en clase de provisionales…” 
Por Real Decreto de 8 de noviembre de 1848, y a propuesta del ministro de Marina, Mariano Roca de Togores, se restablece el Cuerpo “para cubrir las atenciones del servicio en la Marina militar”. Se dispone que el cuerpo se recompondría mientras las necesidades del servicio no exigiesen su aumento, con una plantilla de ocho primeros capellanes, dieciséis segundos y veinticuatro terceros. Y tendrían como jefe superior eclesiástico en los mismos términos que antes de su extinción, al vicario general de los Ejércitos y la Armada y por jefes inmediatos a los tenientes vicarios de los Departamentos. Se disponía también que el ingreso se regiría por concurso oposición.
En 1880 se produce la asimilación al Cuerpo General de la Armada, por Real Orden de 1 de marzo. Se establecía asimilación para los siguientes empleos: tenientes vicarios a capitanes de navío; curas párrocos de departamento, a capitanes de fragata; capellanes mayores a tenientes de navío de primera clase; primeros capellanes, a tenientes de navío y capellanes segundos a alféreces de navío.

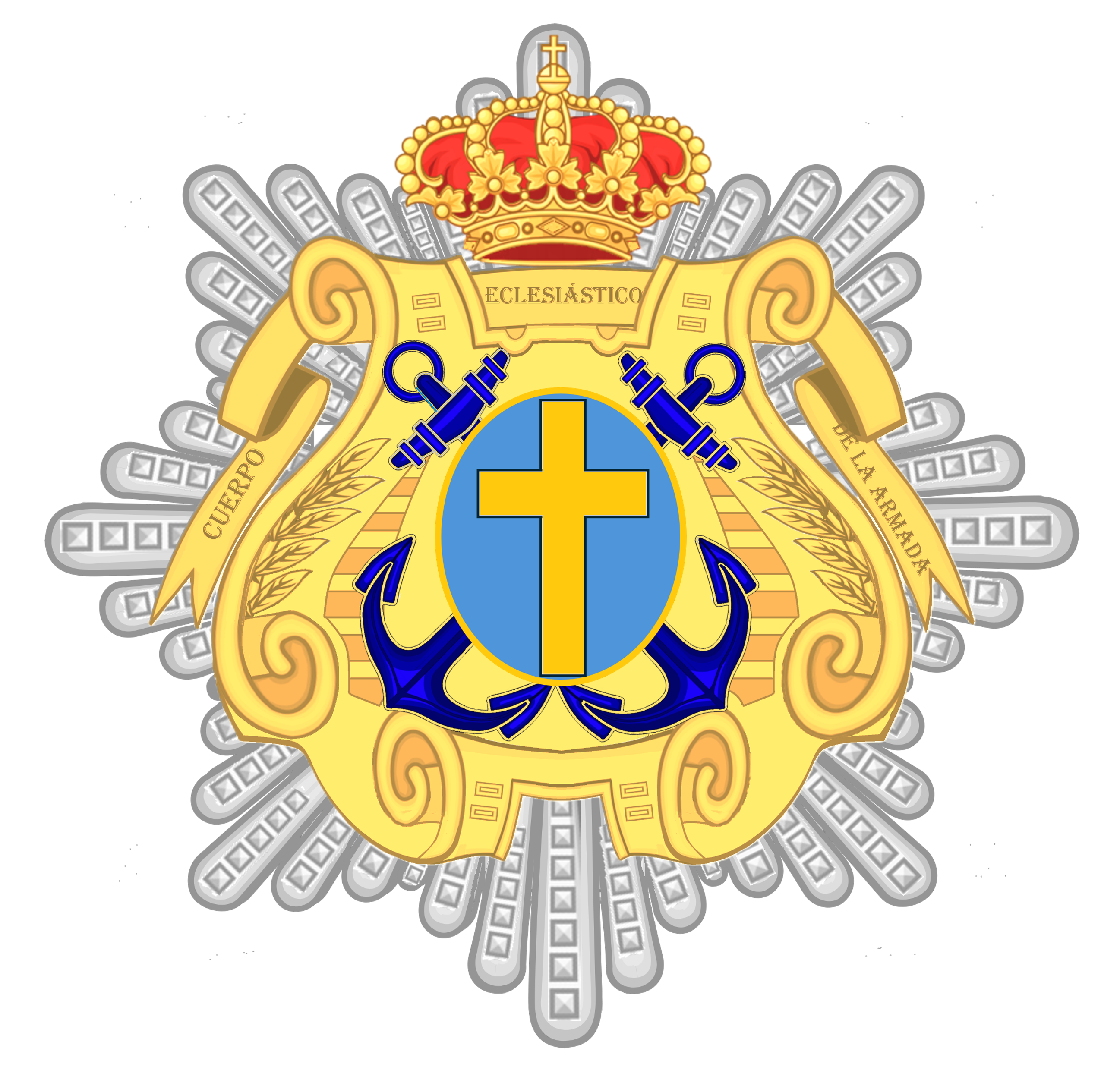
Placa Cuerpo Eclesiástico de la Armada española, según R.O de 31 de octubre de 1910

La Ley de 24 de noviembre de 1931 declaraba a extinguir el Cuerpo Eclesiástico (además de los cuerpos de ingenieros, de artillería de la Armada, infantería de Marina y la Sección de Farmacia del Cuerpo de Sanidad).Debido a esto, la mayoría de los capellanes decidieron solicitar el retiro.
Al comienzo de la guerra civil, la Secretaría de Guerra dictó unas disposiciones para la incorporación de capellanes castrenses y soldados presbíteros. Por un Decreto de 6 de mayo de 1937 se organiza interinamente la asistencia espiritual católica de las distintas unidades de la guerra. Muchos capellanes se fueron presentando a las autoridades navales de la llamada Zona Nacional. Al no ser estos suficientes en número, se contrató a sacerdotes diocesanos como capellanes provisionales, la mayoría de los cuales pasaron después a formar parte del cuerpo Eclesiástico.
Una vez concluida la guerra, la Ley de 12 de julio de 1940 anulaba la disolución del Cuerpo Eclesiástico del Ejército y el decreto de 24 de junio de 1941 sobre provisiones del Cuerpo Eclesiástico de la Armada.
La Ley de 31 de diciembre de 1945, reorganiza el Cuerpo Eclesiástico de la Armada.
En la Ley 78/68 de Escalas y ascensos de los Cuerpos de Oficiales, se considera al Cuerpo Eclesiástico de la Armada como uno de los Cuerpos de Oficiales de la Armada, si bien se reconoce el carácter canónico del mismo: “En el Cuerpo Eclesiástico de la Armada regirán las normas canónicas aplicables a su personal”.
La Disposición final séptima de la Ley 17/1989, de 19 de julio, Reguladora del Régimen del Personal Militar Profesional declaró a extinguir los Cuerpos Eclesiásticos del Ejército de Tierra, de la Armada y del Ejército del Aire. Los capellanes castrenses se integraron entonces en el nuevo Servicio de Asistencia Religiosa en las Fuerzas Armadas (SARFAS), ejerciendo ahora sus funciones conforme a una relación denominada “de servicios profesionales”, asociados a los cuerpos comunes.

## Empleos
Estas son las denominaciones de los empleos del Cuerpo Eclesiástico de la Armada y sus asimilaciones con el Cuerpo General de la Armada:
```
* Capellán Segundo...............Alférez de Navío
* Capellán primero...............Teniente de Navío
* Capellán mayor.................Capitán de Corbeta
* Tte. vicario de 2.ª............Capitán de Fragata
* Tte. vicario de 1.ª............Capitán de Navío
```

## Divisas y distintivos
El distintivo del cuerpo es una Cruz latina trebolada bordada de oro según líneas verticales. El madero tendrá veintiocho por tres milímetros y el travesaño veinticuatro por dos (Reglamento de 1.979). Las divisas irán colocadas sobre fondo morado, llamado romano o eminencia.
| Bandera de España   |                     |                |              |              |  |  |  |  |  |  |  |  |  |  |  |
| Tte. vicario de 1.ª | Tte. vicario de 2.ª | Capellán Mayor | Capellán 1.º | Capellán 2.º |  |  |  |  |  |  |  |  |  |  |  |

| Aspirante |
| Aspirante |

| Cap 2       |
| Capellán 2º |

| Cap 1       |
| Capellán 1º |

| Cap. May       |
| Capellán Mayor |

| Tte. Vic 2              |
| Teniente vicario de 2.ª |

| Tte. Vic 1              |
| Teniente vicario de 1.ª |

Bastón: En las ocasiones en que del resto de cuerpos de la Armada utilicen el sable, el personal del Cuerpo Eclesiástico hará uso de un bastón de caña de indias, con las características correspondientes a su empleo:
los Tenientes Vicarios, con puño dorado, cordón y borlas negras; los Capellanes Mayores, con puño dorado sin colgante, y los Capellanes primeros y segundos, puño plateado sin colgante.
Faja: Además, los Tenientes Vicarios de Zona y Flota, llevarán una faja de seda color morado cardenal, de ciento treinta milímetros de ancha, con dos colgantes y flecos en ellos.
En España, y por un privilegio otorgado por la Santa Sede, los capellanes castrenses con empleo de capellán 1.º podrán usar, sobre la sotana negra, ribetes de color morado y para los empleos a partir de capellán mayor, podrán usar sobre la sotana, ribetes, botones y ojales de color morado.

## Enlace a otros Cuerpos de la Armada
- Cuerpo General de la Armada
- Cuerpo de Ingenieros de la Armada
- Cuerpo de Infantería de Marina
- Cuerpo de Máquinas de la Armada
- Cuerpo de Intendencia de la Armada
- Cuerpo de Sanidad de la Armada
- Cuerpo Jurídico de la Armada
- Cuerpo de Intervención de la Armada

## Enlaces
Arzobispado Castrense de España